# Baker's Game
Baker's Game是一种纸牌接龙游戏，规则与空当接龙相似，但与其不同的是版面上的纸牌需要按照花色顺序进行排列，而非按照不同颜色排列。这样的规则使得该游戏较空当接龙难度更大。另有一种玩法，即在版面上的空列处仅允许放置K牌，可使该游戏的难度更高。 

## 历史
Eight Off是Baker's Game的起源游戏之一。 
数学家马丁·加德纳曾在1968年6月刊的《科学美国人》杂志“数学游戏”专栏中介绍了由C. L. Baker发明的这一纸牌游戏，Baker's Game因而得名。他在文中写道：“这一游戏是Baker的父亲所教给他的，而他的父亲则在20世纪20年代从一位英国人处学到了这款游戏。”
这篇专栏文章给予了保罗·阿尔菲尔以启发，随后其便发明了空当接龙，并在柏拉图系统上编写了这一游戏的计算机程序，导致后来空当接龙比Baker's Game具有更广的影响力。
彼得·列帕后来以Brain Jam的名称开发了Baker's Game的Windows版本，同时Baker's Game也被纳入到纸牌游戏集合PySolFC中。 

## 规则
Baker's Game的牌面布局、移动规则等与空当接龙类似。 
- 游戏使用一副标准52张卡组，有4个中转单元和4个回收单元。整个牌组从左到右分为8列，其中4列由7张牌组成，另4列由6张牌组成。
- 每一列中的牌必须按照其花色自大到小进行排列，如黑桃K下只能放置黑桃Q，以此类推。
- 任何一张在中转单元或者每一列最下方的牌均可移动到对应花色的排列中，或者移动到空列及中转单元中。
- 一个花色的组成序列可移动至比其牌面大的序列下方或者空列当中，玩家需要利用版面上的空列及空中转单元来以一次一张的形式进行分解和移动。

当版面上所有的牌自A至K顺序移动至回收单元内后，即获得游戏胜利。

## 统计数据
有研究者使用其开发的空当接龙解局程序对Baker's Game的胜率进行了计算研究。该研究中采用了与微软空当接龙游戏编号相一致的前10,000,000个不同牌面，但以Baker's Game的传统规则进行推算，最终在10,000,000局中有7,431,962局为可胜局，证明Baker's Game的胜率在约75%左右。